# 195 هـ
195 هـ هي سنة في التقويم الهجري امتدت مقابلةً في التقويم الميلادي بين سنتي 810 و811.

## مواليد
- المحدث أبو حاتم الرازي
- محمد الجواد تاسع أئمة الشيعة

## وفيات
- أشجع السلمي
- عبد الرحمن بن جبلة
- مؤرج السدوسي